# Campionato oceaniano femminile di pallacanestro 2001
Il 9º Campionato Oceaniano Femminile di Pallacanestro FIBA (noto anche come FIBA Oceania Championship for Women 2001) si è svolto dal 14 al 15 settembre 2001 in Nuova Zelanda.
I Campionati oceaniani femminili di pallacanestro sono una manifestazione biennale tra le squadre nazionali femminili del continente, organizzata dalla FIBA Oceania.

## Squadre partecipanti
- Australia
- Nuova Zelanda

## Finale
|  | Finale        |               |    |     |     |  |
|  |               |               |    |     |     |  |
|  | Australia     | Australia     | 97 | 102 | 199 |  |
|  | Nuova Zelanda | Nuova Zelanda | 61 | 55  | 116 |  |

## Campione
Australia
(8º titolo)

## Classifica finale
| Posizione | Squadra       | Vinte/Perse |
| --------- | ------------- | ----------- |
| Oro       | Australia     | 2–0         |
| Argento   | Nuova Zelanda | 0-2         |